# رینا سیکوت
رینا سیکوت (استونیایی: Riina Sikkut؛ زادهٔ ۱۲ ژانویهٔ ۱۹۸۳) سیاست‌مدار زن اهل استونی است.
وی از سال ۲۰۱۸ تا ۲۰۱۹ وزیر بهداشت و کار استونی بوده و از ۱۸ ژوئیه ۲۰۲۲ تا ۱۷ آوریل ۲۰۲۳ وزیر امور اقتصادی و زیربنایی استونی بوده است.